# Цакони (дем Костур)
 Тази статия е за костурското село.  За воденското вижте Цакони (дем Мъглен).  
Цàкони (на гръцки: Τσάκονη; на албански: Çakonji) е село в Егейска Македония, Република Гърция, в дем Костур, област Западна Македония.

## География
Селото е разположено на 730 m надморска височина в Костурската котловина близо до десния бряг на река Бистрица (Алиакмонас), наричана тук Белица, на 14 километра югозападно от демовия център Костур.

## История

### В Османската империя
В XV век в Цакони Бозор са отбелязани поименно 66 глави на домакинства.
Според статистиката на Васил Кънчов („Македония. Етнография и статистика“) в 1900 година Цакони има 200 жители българи християни и 150 българи мохамедани или турци.
На Етнографската карта на Битолския вилает на Картографския институт в София от 1901 година Цакони е смесено българо-влашко-турско село в Костурската каза на Корчанския санджак с 61 къщи.
В началото на XX век християнското население на Цакони е под върховенството на Цариградската патриаршия. По данни на секретаря на Българската екзархия Димитър Мишев („La Macédoine et sa Population Chrétienne“) в 1905 година в селото има 296 българи патриаршисти гъркомани и работи гръцко училище. В училището преподава Николаос Папасидерис, бъдещият костурски митрополит Никифор.
Гръцка статистика от 1905 година представя селото като чисто гръцко 350 жители.
Според Георгиос Панайотидис, учител в Цотилската гимназия, в 1910 година в Цакони (Τσάκονι) има около 40 семейства, от които 7 мюсюлмански. Панайотидис отбелязва, че е „забележителна патриотичната мания на жителите му“ при голямото насилие от страна на „комитаджиите“.
Според Георги Константинов Бистрицки Цакони преди Балканската война има 40 български и 20 турски къщи, а според Георги Христов и 1 куцовлашка.
При избухването на Балканската война в 1912 година двама души от Цакони са доброволци в Македоно-одринското опълчение.
На етническата карта на Костурското братство в София от 1940 година, към 1912 година Цакони е обозначено като турско селище.

### В Гърция
В 1912 година по време на Балканската война в селото влизат гръцки части и след Междусъюзническата в 1913 Цакони остава в Гърция. След 1919 година двама жители на Цакони се изселват в България по официален път. Боривое Милоевич пише в 1921 година („Южна Македония“), че Цакони има 60 къщи славяни християни, 4 къщи власи християни и 20 къщи турци. През 20-те години мюсюлманските му жители се изселват и на тяхно място са настанени гърци бежанци от Турция, които в 1928 година са 92 или според други данни 26 семейства и 106 души.
Селото произвежда жито, тютюн, грозде и други земеделски култури.
По време на Гражданската война (1946 - 1949) 23 семейства от български произход и 23 отделни хора или общо 98 души напускат селото - пет се установяват в Югославия, а останалите в другите източноевропейски страни и във вътрешността на Гърция.
| Име       | Име         | Ново име   | Ново име    | Описание              |
| --------- | ----------- | ---------- | ----------- | --------------------- |
| Червеница | Τσερβενίτσα | Кокинохома | Κοκκινόχωμα |                       |
| Острика   | Ὀστρίκα     | Педино     | Πεδινό      | местност СИ от Цакони |

| Година    | 1913 | 1920 | 1928 | 1940 | 1951 | 1961 | 1971 | 1981 | 1991 | 2001 | 2011 | 2021 |
| --------- | ---- | ---- | ---- | ---- | ---- | ---- | ---- | ---- | ---- | ---- | ---- | ---- |
| Население | 423  | 354  | 341  | 448  | 386  | 366  | 324  | 348  | 341  | 311  | 288  | 246  |

## Личности
Родени в Цакони
- Георги и Зисо, македоно-одрински опълченци, емигранти в САЩ, включили се в доброволческата чета на Георги Драшков в Синсинати и сражавали се с Нестроевата рота на МОО при Шаркьой, Радкови скали и Драмче[19]
- Кольо А. Цаконски, български революционер, деец на ВМОРО[20]
- Константин Поппаскалев (Κωνσταντίνος Παπαπασχάλης - Παπατζήμας, Константинос Папапасхалис - Пападзимас) свещеник и андарт в четата на Георгиос Цондос[21][22]